# Frederik 5., borggreve af Nürnberg
Frederik 5., borggreve af Nürnberg (født omkring 1333, død 21. januar 1398) var den tredje sidste borggreve af Nürnberg. På den tysk–romerske kejsers vegne havde han kommandoen over byens strategisk vigtige fæstning.
Kejser Karl 4. ophøjede ham til rigsfyrstestanden. Dermed blev Frederik 5. den første borggreve, der fik kongelig rang.
Hans sønner og nogle af svigersønnerne opnåede fremtrædende stillinger i Det tysk-romerske Rige, mens ugifte døtre blev knyttede til klosterene.

## Sønner
Begge sønner kom til at efterfølge faderen som borggrever af Nürnberg.
- Johan 3., borggreve af Nürnberg og markgreve af Brandenburg–Kulmbach (Brandenburg–Bayreuth), blev den næstsidste borggreve af Nürnberg.

- Kurfurste Frederik 1. af Brandenburg, sidste borgreve af Nürnberg, slægtens første kurfyrste. Forfader til kongerne af Preussen i 1701–1918 og til de tyske kejsere i 1871–1918.

## Døtre og svigersønner
- Elisabeth af Hohenzollern-Nürnberg, gift med Ruprecht 3., konge af Tyskland og kurfyrste af Pfalz,

- Beatrix af Hohenzollern-Nürnberg, gift med Albrecht 3., hertug af Østrig, forældre til hertug Albrecht 4. af Østrig og bedsteforældre til kong Albrecht 2. af Tyskland.

- Margrethe af Hohenzollern-Nürnberg, gift med landgreve Herman 2. af Hessen, forældre til landgreverne Ludvig 1. af Hessen og Henrik 3. af Overhessen.

- Anna af Hohenzollern-Nürnberg, blev nonne i Nünchritz i Markgrevskabet Meissen.

- Catherine af Hohenzolle rn-Nürnberg, medlem af Clarisserordenen, abbedisse i Hof.

- Agnes af Hohenzollern-Nürnberg, flyttede som ung ind på klosteret i Hof, blev senere gift med friherre Friedrich von Daber, efter mandens død flyttede hun tilbage til klosteret, hvor hun blev søsterens efterfølger som abbedisse.

- Veronika af Hohenzollern-Nürnberg, gift hertug Barnim 6. af Wolgast-Demmin og Greifswald i Pommern, kendt fra Fetaljebrødrenes krige mod nordiske lande.

- Wikimedia Commons har flere filer relateret til Frederik 5., borggreve af Nürnberg

1. ↑  Navnet er anført på engelsk og stammer fra Wikidata hvor navnet endnu ikke findes på dansk.